# Fernando Corbató
Fernando José Corbató, dit Corby, est un informaticien américain né le 1er juillet 1926 à Oakland en Californie et mort le 12 juillet 2019 à Newburyport dans le Massachusetts.
Connu pour ses développements dans le domaine des systèmes d'exploitation, il est l'un des pionniers des Time-sharing operating systems (voir le projet Compatible Time Sharing System du MIT). Il a obtenu le prix Turing en 1990.

## Biographie
Fernando Corbató est né le 1er juillet 1926 à Oakland en Californie, de Hermenegildo Corbató, professeur de littérature espagnole de Villarreal en Espagne, et de Charlotte (née Carella Jensen) Corbató. En 1930, la famille Corbató s'installe à Los Angeles pour intégrer l'UCLA.
En 1943, Corbató s'inscrit à l'UCLA mais, en raison de la Seconde Guerre mondiale, il est recruté par la marine au cours de sa première année. Pendant la guerre, Corbató « débogue un nombre incroyable d'équipements divers », inspirant sa future carrière.
Corbató quitte la marine en 1946, s'inscrit au California Institute of Technology et obtient son bachelor (licence) de physique en 1950. Il obtient son doctorat en physique du Massachusetts Institute of Technology en 1956. Il rejoint le centre de calcul du MIT dès l'obtention de son diplôme, devient professeur en 1965 et est resté au MIT jusqu'à sa retraite. 
Le premier système d'exploitation qu'il a créé est le Compatible Time Sharing System (CTSS), dont une première version a été démontrée en 1961. Corbató est crédité de la première utilisation de mots de passe pour sécuriser l'accès à un système informatique, bien qu'il affirme à présent que cette méthode de sécurité rudimentaire est devenue ingérable. 
L'expérience du développement de CTSS a conduit à un deuxième projet, Multics, qui a été adopté par General Electric pour ses systèmes informatiques haut de gamme (acquis plus tard par Honeywell). Multics a été le pionnier de nombreux concepts maintenant utilisés dans les systèmes d'exploitation modernes, notamment un système de fichiers hiérarchique, la sécurité en anneaux de protection, les listes de contrôle d'accès, la mémoire unifiée (les fichiers et la mémoire des processus sont unifiés), les bibliothèques de liens dynamiques (DLL), les systèmes multi-processeurs et la reconfiguration à chaud. Multics, bien que n'ayant pas connu de succès commercial en soi, a directement incité Ken Thompson à développer Unix, dont les descendants directs sont encore extrêmement utilisés, et qui a lui-même servi de modèle direct pour de nombreux autres modèles de systèmes d'exploitation.